# Сайфай
„Сайфай“ (на английски: Syfy) е американски кабелен телевизионен канал, собственост на NBCUniversal, дъщерно дружество на Comcast. Стартира на 24 септември 1992 г. Каналът излъчва програми, свързани с научната фантастика, хорър и фентъзи жанрове.